# Place Tian'anmen
Pour les articles homonymes, voir Tian'anmen (homonymie).
La place Tian'anmen (chinois simplifié : 天安门广场 ; chinois traditionnel : 天安門廣場 ; pinyin : Tiān'ānmén Guǎngchǎng ; litt. « place de la porte de la Paix céleste ») est une place située au centre de Pékin. Elle s’appelle ainsi car elle se trouve immédiatement au sud de la porte de la Paix céleste (chinois simplifié : 天安门 ; pinyin : Tiān'ānmén) qui commandait l’entrée sud de la cité impériale.
Quatrième plus grande place du monde (après la place Xinghai de Dalian en Chine, la place Merdeka de Jakarta en Indonésie et la place des Tournesols de Palmas au Brésil), elle doit notamment sa célébrité aux nombreux évènements qui s'y sont déroulés dans l'histoire chinoise, dont des changements de gouvernements. En dehors de Chine, la place est surtout connue ces dernières années pour avoir été le centre des manifestations de la place Tian'anmen en 1989 demandant des réformes politiques et démocratiques et dénonçant la corruption. Elles ont été suivies de l'instauration de la loi martiale par le gouvernement. Contrairement à diverses allégations, il n'y a pas eu de mort sur la place même, le nombre élevé de décès (de plusieurs dizaines à plusieurs milliers) étant réparti sur l'ensemble de Pékin[réf. nécessaire].

## Description
C’est une immense place rectangulaire, d’environ 880 m du nord au sud, et 500 m de l’est à l’ouest, couvrant une superficie de plus de 40 hectares dont l'essentiel est recouvert de 488 dalles de granite[Information douteuse]. La circulation automobile s'effectuant sur les quatre côtés de la place avec notamment l'avenue Chang'an (长安街) au Nord, sur laquelle a lieu le défilé militaire annuel de la fête nationale, le 1er octobre, et l'avenue Qianmen Ouest au Sud.

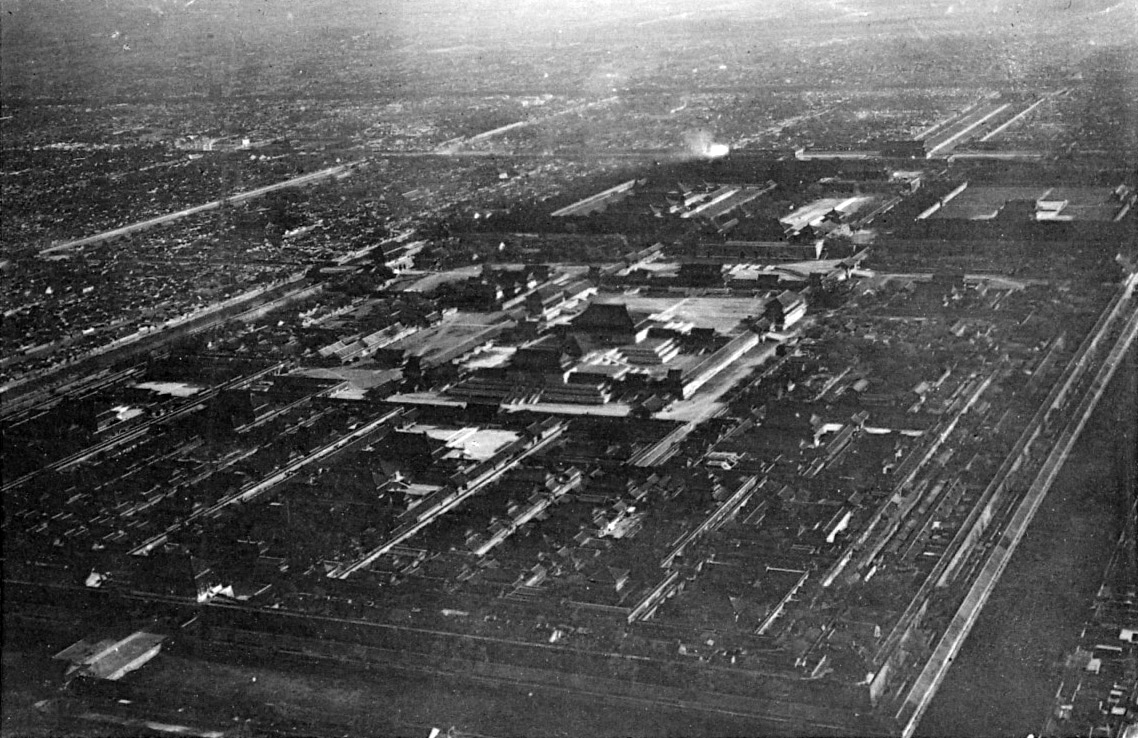
Photo aérienne de la cité interdite et au fond la place, vers 1900

Elle est entourée de monuments reflétant l’histoire de la Chine :
- période impériale avec deux immenses portes : au Nord, la « porte de La Paix céleste » commandant l'entrée de la Cité impériale et au Sud, la porte Zhengyang qui donnaient accès à la Ville chinoise. 
Sur le fronton de la « porte de la Paix céleste » est accroché un portrait de Mao Zedong qui rappelle que c’est du balcon de cette porte, que ce dernier a proclamé la république populaire de Chine le 1er octobre 1949. 
Le portrait est entouré de deux inscriptions écrites en blanc sur fond rouge :
  - à gauche : 中华人民共和国万岁 (pinyin : zhōnghuá rénmín gònghéguó wànsuì, « Longue vie à la république populaire de Chine ») ;
  - à droite : 世界人民大团结万岁 (pinyin : shìjiè rénmín dàtuānjié wànsuì, « Longue vie à l'union des peuples de la terre ») ;
- période coloniale avec les quelques bâtiments construits par les européens au sud-ouest et sud-est. Le quartier des légations se trouvait sur le côté est de la place ;
- période communiste avec le palais de l'Assemblée du Peuple à l’ouest, le musée national de Chine, musée d'histoire à l’Est, et le monument aux Héros du Peuple au centre de la place. Ce dernier est un obélisque de 38 m de haut qui symbolise le triomphe du peuple communiste. Terminé en 1958, ce monument est composé de 17 000 pièces de granite et de marbre.
Toujours au centre, mais un peu plus au Sud, se trouve le mausolée de Mao Zedong, bâtiment rectangulaire entouré de longs bas-reliefs représentant des combattants de la révolution.

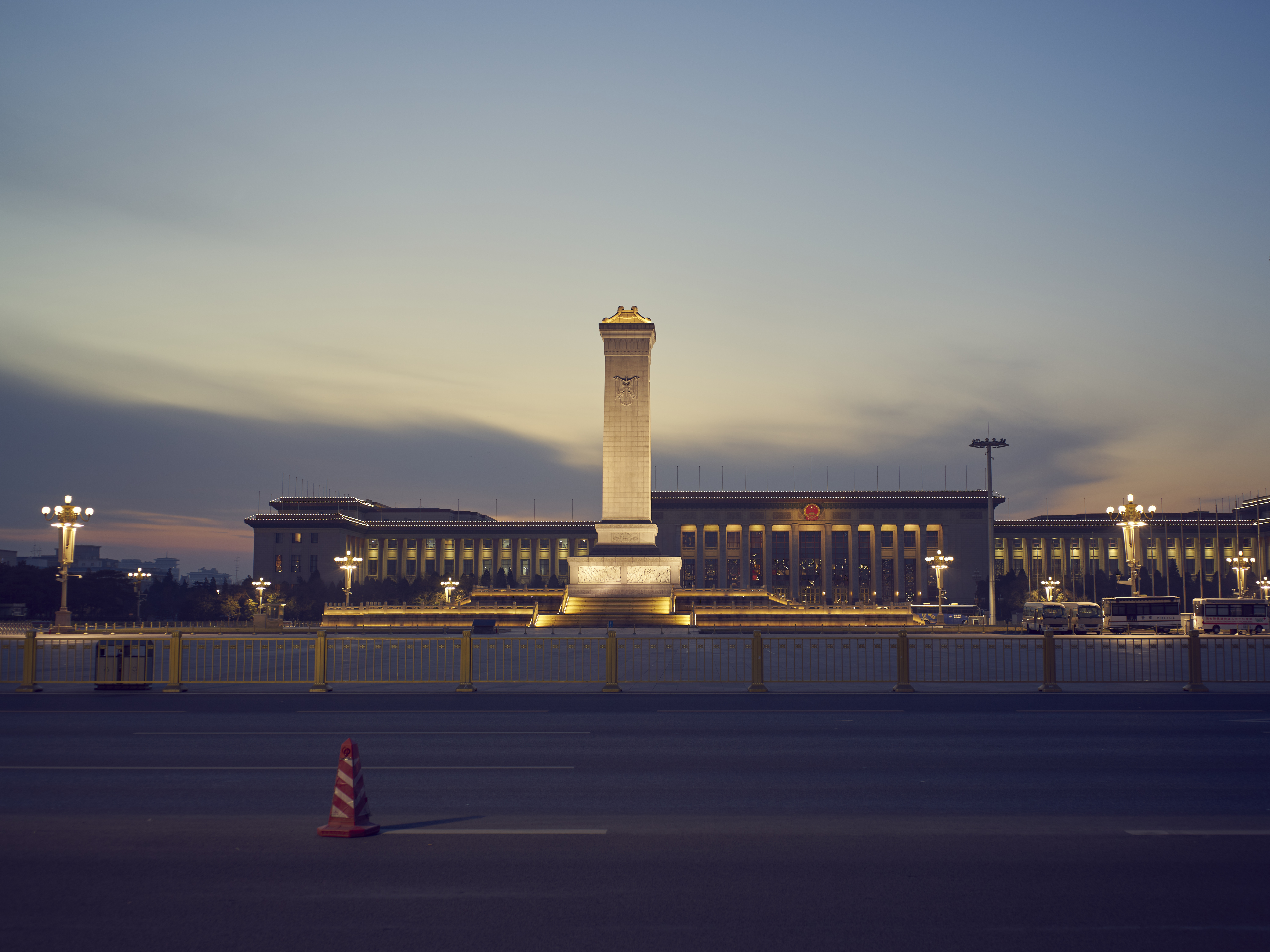
Monument aux Héros du Peuple

La place actuelle est le fruit d’importants travaux d’aménagement du paysage urbain pékinois qui eurent lieu dans l'ensemble de l’ancienne ville tartare, sous le gouvernement de Mao Zedong. L'ensemble de la muraille impériale entourant la ville ayant été démantelée afin de permettre une meilleure circulation, à l'image de ce qui avait été fait à Paris par Haussman. Celui-ci souhaitait également que cette place soit un espace très vaste où l’on pourrait rassembler « 1 million de personnes », pour des manifestations de masse notamment. Ces travaux nécessiteront la démolition en 1954 de l’ancienne Porte de Chine, à l’emplacement de laquelle on construira une vingtaine années plus tard le mausolée de Mao Zedong. En 1952, on avait déjà érigé à proximité du centre de la place, le monument aux Héros du Peuple, construit à la mémoire des martyrs qui ont donné leur vie pour la lutte révolutionnaire du peuple chinois lors des XIXe et XXe siècles.
Tous les matins, à peu près à l'heure du lever du soleil, on peut assister au lever du drapeau. Cette cérémonie attire quotidiennement des milliers de touristes chinois.

## Transports
La place est desservie par différents arrêts de bus, ainsi que par trois stations du métro de Pékin : deux de la ligne 1, Tian'anmen Ouest (西天安门) et Tian'anmen Est (东天安门) qui se trouvent respectivement au nord-ouest et au nord-est de la place, tandis que la station de la ligne 2, Qianmen (前门站), se trouve au sud de celle-ci.
On peut également s'y rendre à pied, à vélo, en voiture ou en taxi.

## Histoire

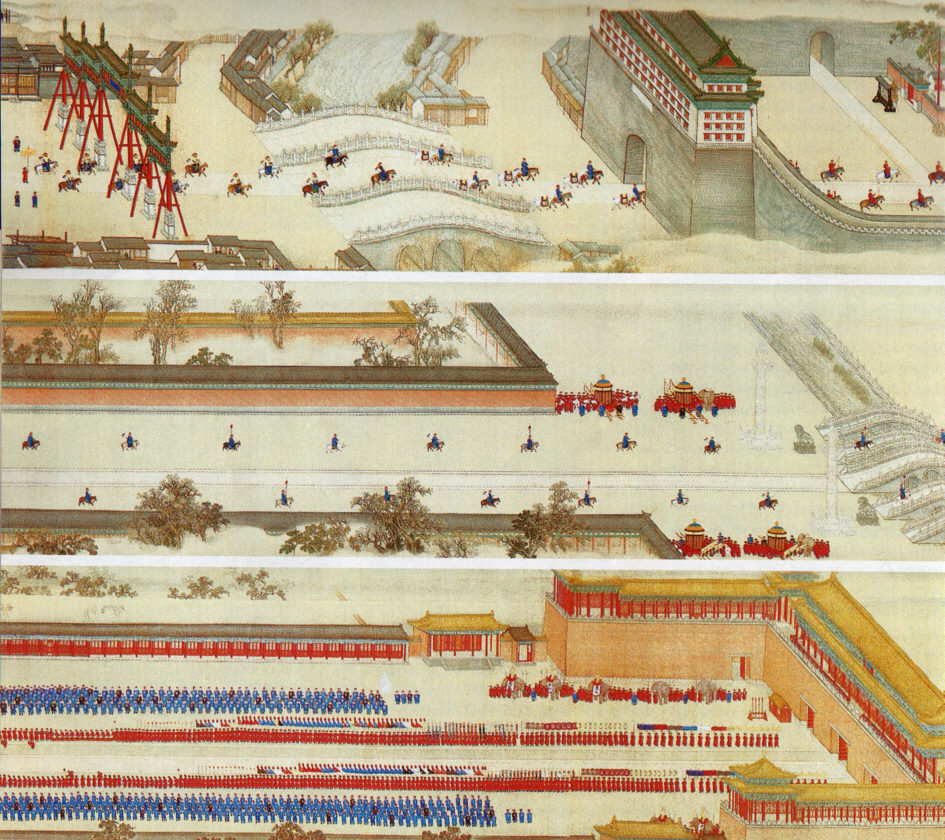
Place Tian'anmen du temps de l'empereur Qing Kangxi, au milieu on peut y voir les deux totems et les deux statues de lion situés devant les ponts, à l'entrée de la Cité interdite.

Sous les dynasties Ming et Qing, la place est située dans les fortifications de la cité impériale, elle est appelée le couloir de mille pas (千步廊, qiānbùláng). La fortification de la cité datant de 1417, sous le règne de Yongle.

### Événements importants

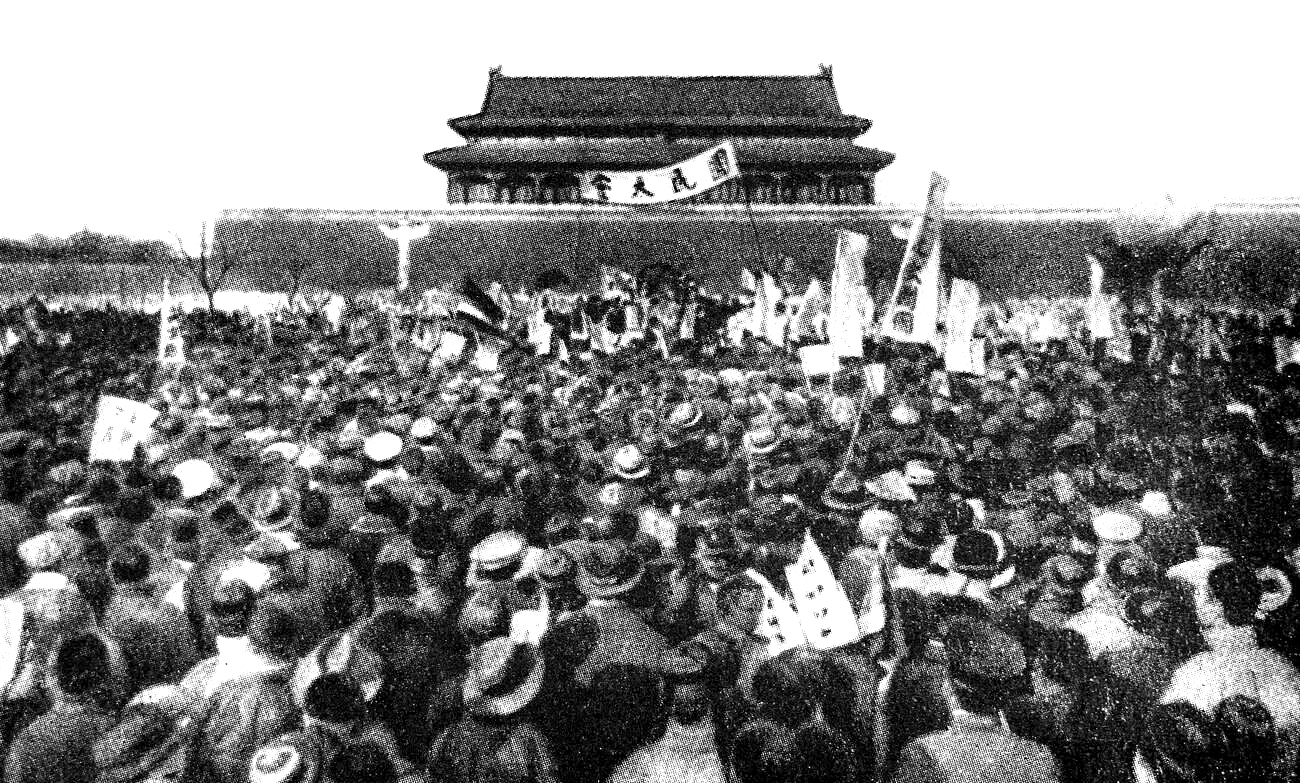
Mouvement du 4 mai 1919 sur la place

Le 4 mai 1919, lors du mouvement du 4-Mai, une foule d’étudiants manifeste contre l’exclusion de la république de Chine du traité de Versailles et de son attribution d'une partie de la province du Shandong (la concession de Kiautschou, dont la capitale est Qingdao) au Japon.
Le 30 mai 1925, naît le mouvement du 30-Mai (五卅运动, wǔsà yùndòng), un mouvement nationaliste des ouvriers et anti-impérialistes contre les seigneurs de la guerre au pouvoir (gouvernement de Beiyang) et les envahisseurs anglo-américains et japonais, peu de temps après la mort de Sun Yatsen en mars 1925. Il s'agit du premier mouvement de masse débuté à Shanghai, sous l'impulsion du Guomindang (parti nationaliste chinois).
Le 18 mars 1926, massacre du 18 Mars. Une grande manifestation part de la place pour protester contre l'Alliance des huit nations qui exigent le démantèlement des forts de Taku qui s'étaient défendus à la suite d'un bombardement japonais. Les manifestants demandent le retrait de tous les traités inégaux.
Le 4 mai 1949 a lieu la célébration du triomphe de l’insurrection communiste qui prend le pouvoir au Guomindang, à la suite de la guerre civile chinoise (1927-1950).
le 1er octobre 1949, Mao Zedong proclame la république populaire de Chine du haut des murailles de la Cité impériale.
Le 18 août 1966, la garde rouge Song Binbin attache un brassard rouge au bras de Mao Zedong devant la foule de la place Tian'anmen marquant le début de la révolution culturelle.
Le 5 avril 1976, alors que Mao Zedong est encore au pouvoir, survient le mouvement du 5-Avril. La place Tian'anmen est envahie de Pékinois venus en mémoire du Premier ministre Zhou Enlai, disparu en janvier de la même année. Les manifestants réclament aussi la « fin de la dictature » de Mao Zedong. La manifestation est réprimée par les « milices ouvrières » diligentées par la bande des Quatre.
Le 4 mai 1989, pour le 70e anniversaire du mouvement du 4-Mai, lors du printemps de Pékin, événement connu en Occident sous le nom de « manifestations de la place Tian'anmen », une grande manifestation, réclamant moins de corruption et plus de démocratie, est réprimée violemment, plusieurs milliers de manifestants sont tués. Le 30 mai, une statue de la « déesse de la Démocratie » est érigée sur la place par les étudiants de l'Académie des beaux-arts.
Lors des fêtes du Nouvel An chinois, en 2001, cinq personnes ont apparemment tenté de s'immoler par le feu sur la place Tian'anmen, dont une qui succombe sur-le-champ et une fillette qui meurt quelques semaines plus tard,.
Le 28 octobre 2013, trois terroristes ouïgours commettent un attentat à la voiture-bélier sur la place Tian'anmen qui fait cinq morts — les trois occupants de la voiture et deux touristes — et quarante blessés,. À cette occasion le maire de Pékin, Guo Jinlong demande de renforcer les moyens de sécurité.

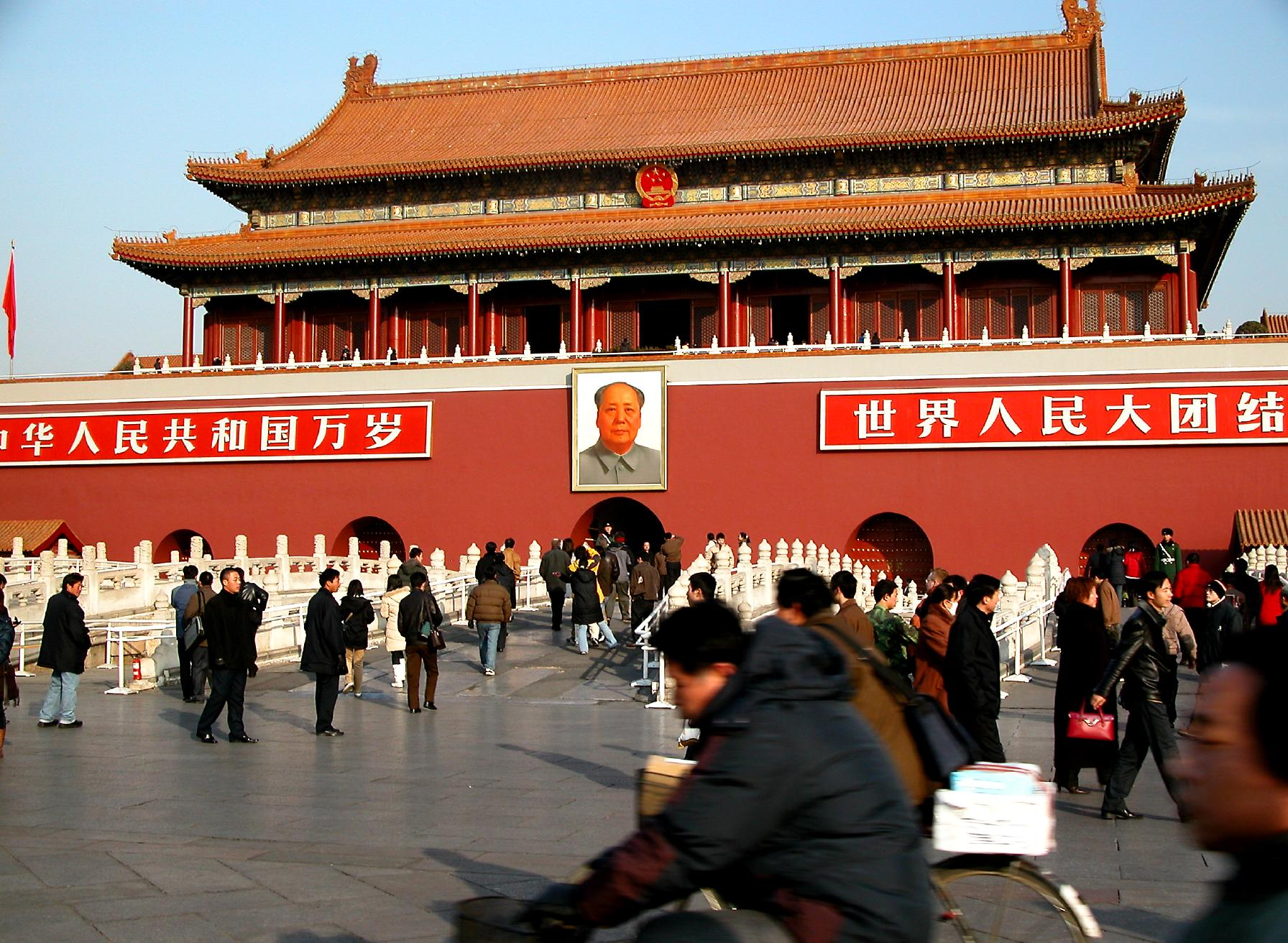
La porte de la Paix céleste. Le portrait de Mao Zedong, d'après une œuvre du peintre Zhang Zhenshi, y a été placé en 1951.
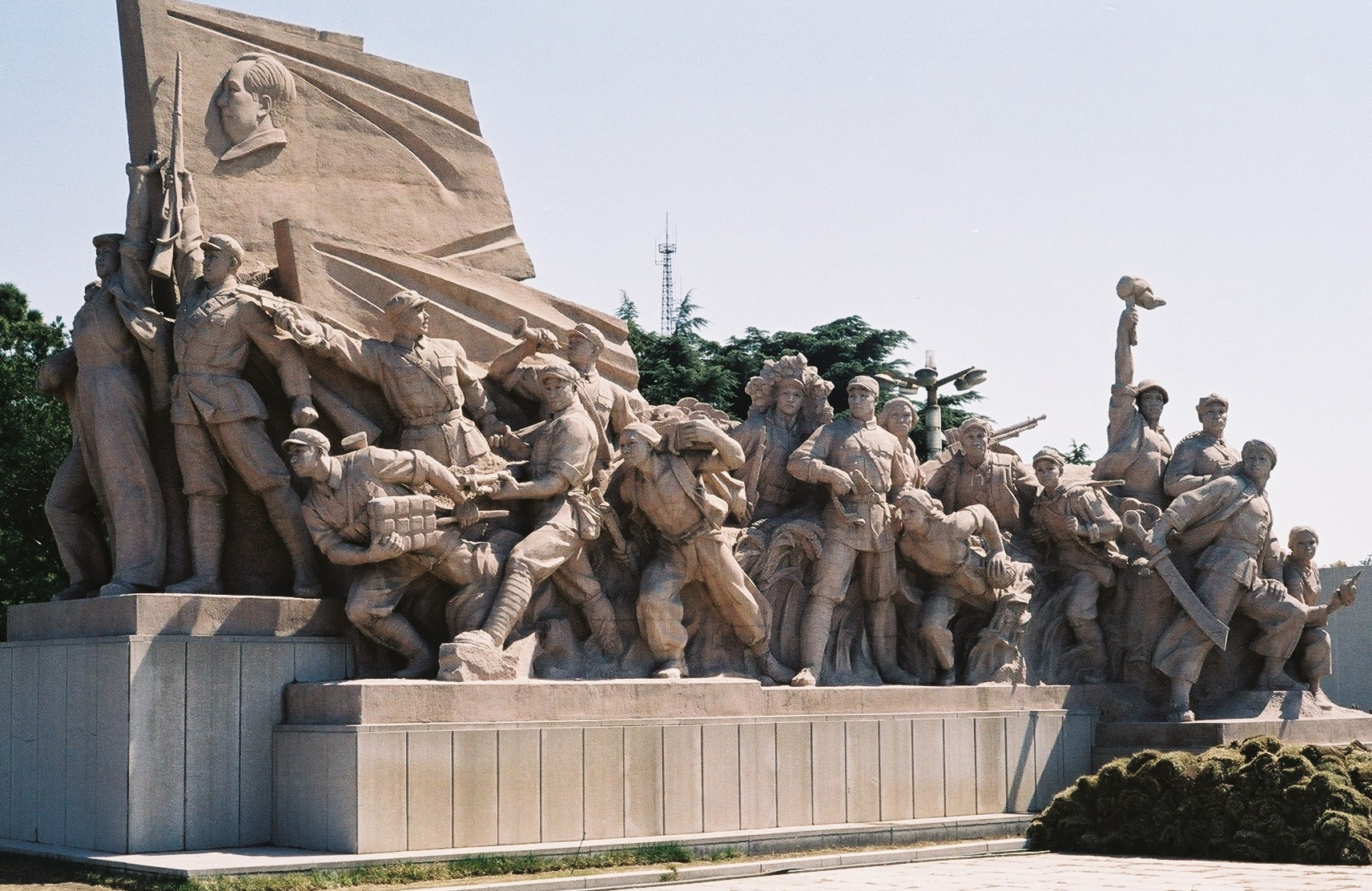
Sculptures commémoratives des ouvriers du Parti située devant le mausolée de Mao.
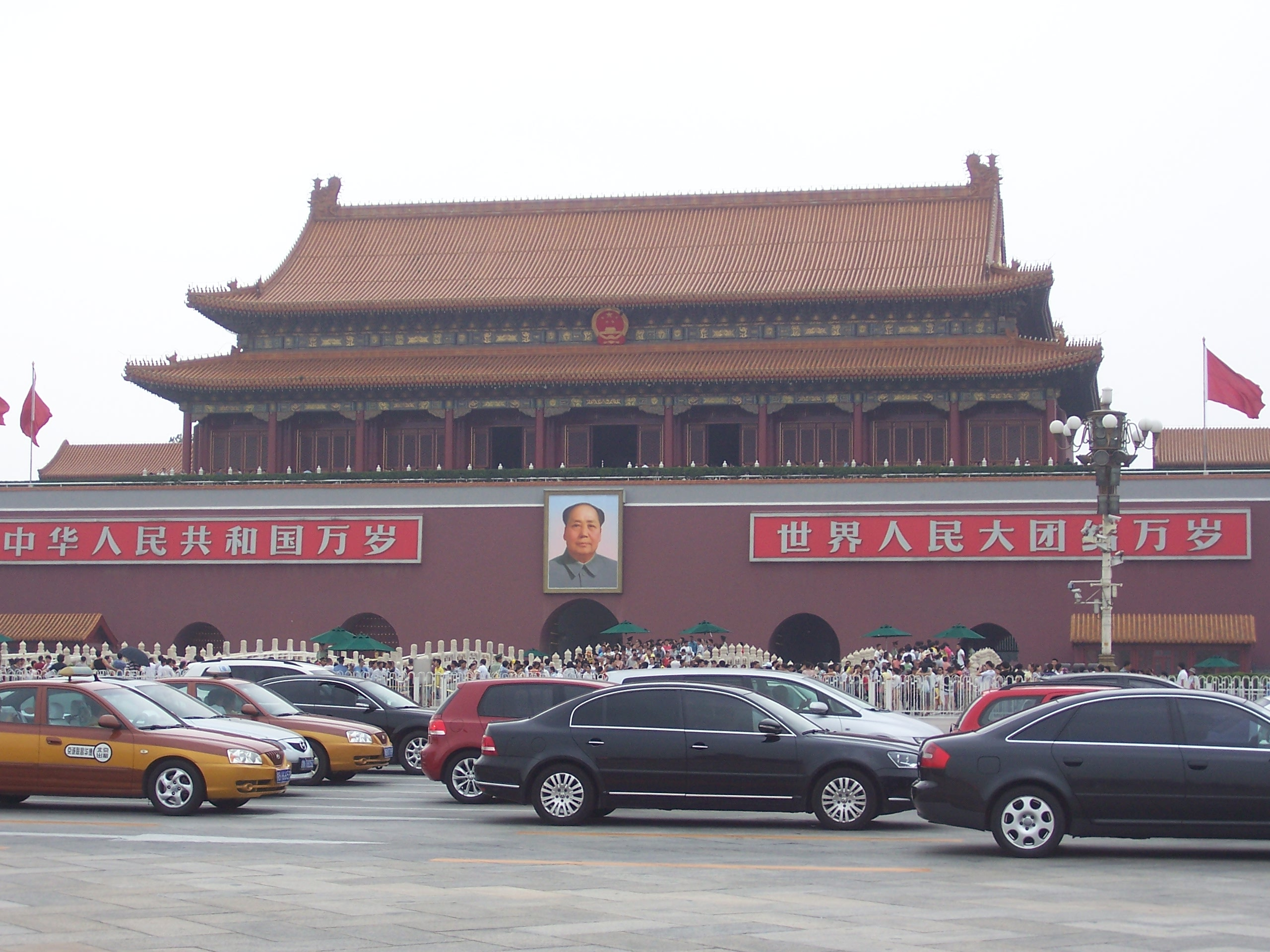
La présence des automobiles est de plus en plus sensible à Pékin comme autour de la place.
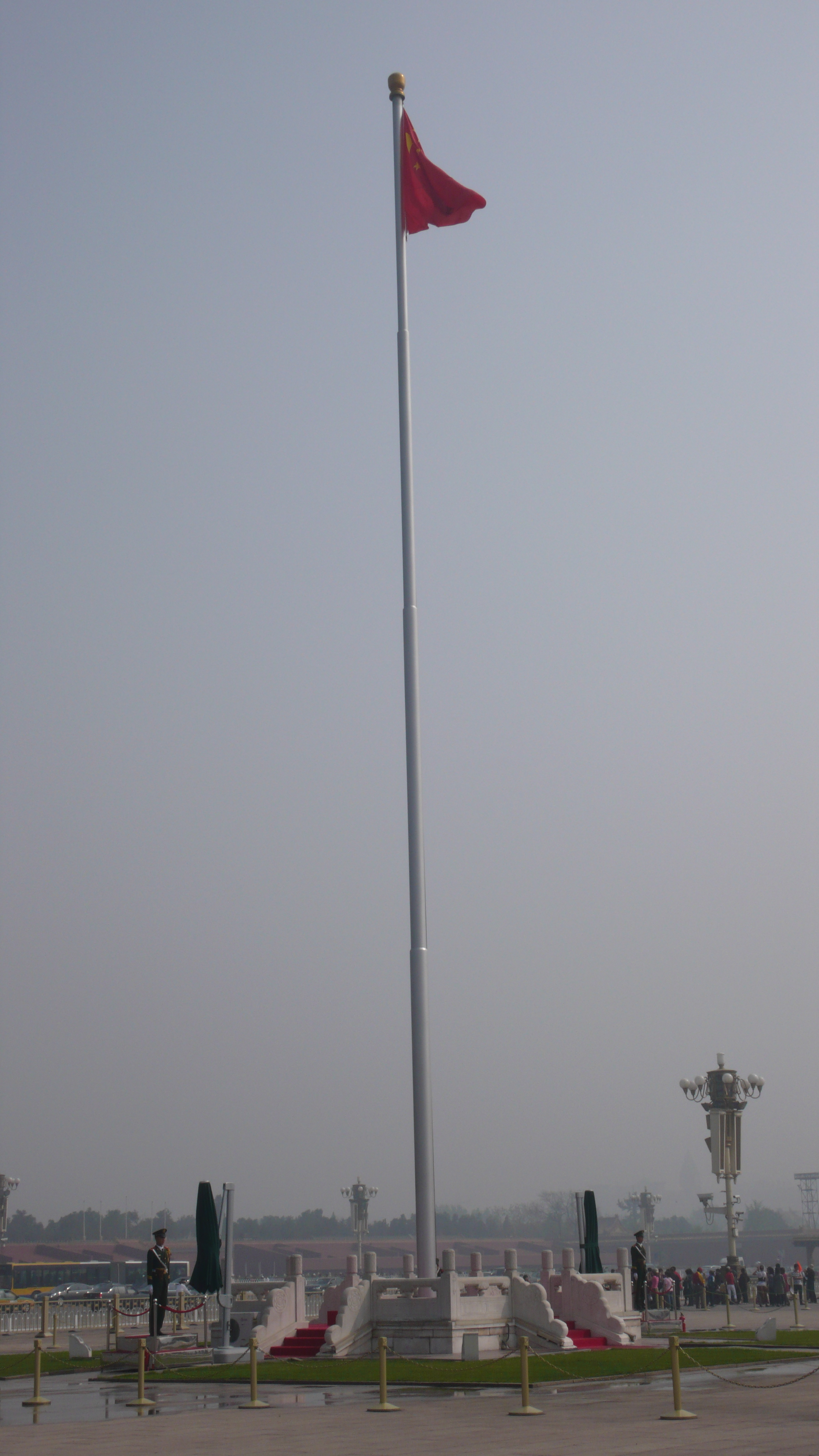
Le drapeau chinois, symboliquement gardé par un soldat sur la place.

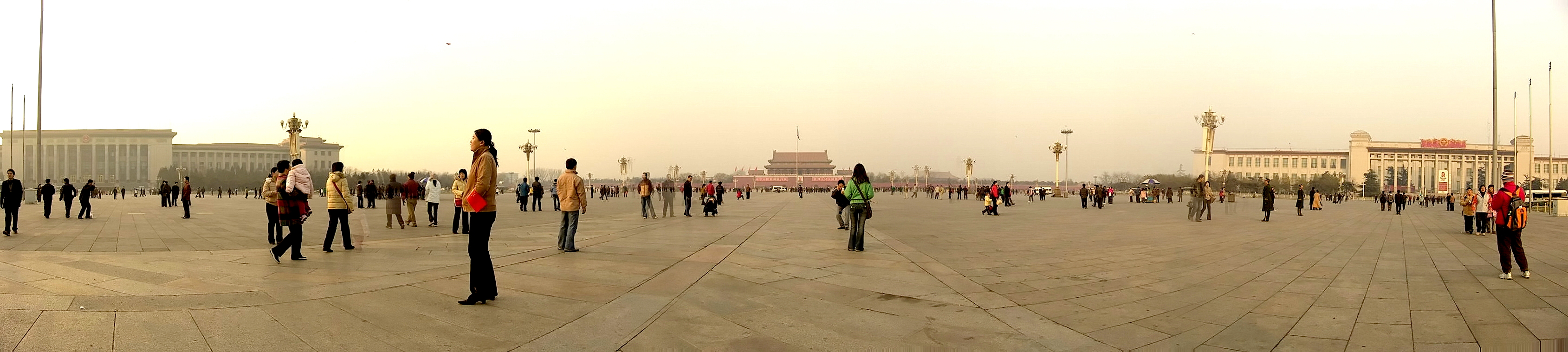
Vue panoramique de la moitié nord de la place, depuis le mausolée de Mao Zedong. À gauche, le parlement, à droite, le Musée national de Chine.